# Ann Bell
Pour les articles homonymes, voir Ann et Bell.
Ann Bell est une actrice britannique née le 29 avril 1938 à Wallasey en Angleterre.

## Filmographie
- 1959 : A Midsummer Night's Dream : Hermia (voix)
- 1961 : The Avengers (série télévisée) : Barbara Anthony
- 1962 : The Edgar Wallace Mystery Theatre (série télévisée) : Susan
- 1962 : The Ghost Sonata (téléfilm) : la fille du Colonel
- 1962 : The Ginger Man (téléfilm) : Marion Dangerfield
- 1962 : A Matter of Conscience (téléfilm) : Princesse Maria (Missy)
- 1962 : BBC Sunday-Night Play (mini-série) : Elizabeth Tarakanova
- 1962 : Out of This World (série télévisée) : Jean Bailey
- 1962 : Flat Two : Susan
- 1959-1963 : ITV Television Playhouse (série télévisée) : Georgina / Chris / Melanie (3 épisodes)
- 1963 : Jane Eyre (série télévisée) : Jane Eyre (6 épisodes)
- 1963 : First Night (série télévisée) : Lavinia Hassall
- 1963 : The Sentimental Agent (série télévisée) : Katrina
- 1964 : Festival (série télévisée) : Good-Deeds / Katonike (2 épisodes)
- 1964 : Stop-over Forever : Sue Chambers
- 1964 : Love Story (série télévisée) : Rosalind
- 1965 : Le Train des épouvantes : Ann Rogers (segment "La vigne mutante")
- 1965 : Gideon's Way (série télévisée) : Netta Penn
- 1965 : Our Man at St. Mark's (série télévisée) : Jane Dawson
- 1963-1965 : ITV Play of the Week (série télévisée) : Freda / Bunty Mainwaring / Beatrice / Irina / Sally Brent (6 épisodes)
- 1965 : For Whom the Bell Tolls (série télévisée) : Maria (4 épisodes)
- 1965 : Blackmail (série télévisée) : Edna
- 1965 : Danger Man (série télévisée) : Leslie Vincent
- 1966 : Alias le Baron (série télévisée) : Nikki Holz
- 1966 : Dr. Finlay's Casebook (série télévisée) : Sylvia
- 1966 : Public Eye (série télévisée) : Ann Maitland
- 1966 : Fahrenheit 451 : Doris
- 1966 : Conflict (série télévisée) : Miss Hardcastle
- 1966 : Mystery and Imagination (série télévisée) : comtesse de St Valyre
- 1966 : Pacte avec le Diable (The Witches) : Sally Benson
- 1966 : One-Eyed Jacks Are Wild (téléfilm)
- 1967 : Uncle Charles (série télévisée) : Leonora Tracy
- 1965-1967 : The Saint (série télévisée) : Natasha Ivanova / Marjorie North (2 épisodes)
- 1966-1967 : The Troubleshooters (série télévisée) : Ellen Jardine (2 épisodes)
- 1967 : Mr. Rose (série télévisée) : Sarah Manship
- 1967 : The Shuttered Room : Mary Whately, la mère de Susannah
- 1967 : To Sir, with Love : Mrs. Dare
- 1967 : Callan (série télévisée) : Caroline Fielding
- 1968 : Theatre 625 (série télévisée) : Sofia
- 1968 : Frontier (série télévisée) : Kitty Ramsey
- 1968 : Journey to the Unknown (série télévisée) : Ruth Searle
- 1968 : The Company of Five (série télévisée) : Anne Gordon / Bess Hogg / Frances Peart / Irene Sinclair / la réceptionniste (6 épisodes)
- 1968 : Sherlock Holmes (série télévisée) : Mary Morstan
- 1969 : Plays of Today (série télévisée) : Joan
- 1969 : Department S (série télévisée) : May Heywood
- 1970 : The Reckoning : Rosemary Marler
- 1970 : BBC Play of the Month (série télévisée) : Yelena
- 1970 : Happy Ever After (série télévisée) : Mary Nichols
- 1971 : The Statue : Pat Demarest
- 1971 : Thirty-Minute Theatre (en) (série télévisée) : Gil
- 1971 : Crime of Passion (série télévisée) : Camille
- 1971 : Hine (série télévisée) : Liz Hine (2 épisodes)
- 1969-1971 : ITV Sunday Night Theatre (série télévisée) : Judith Service / Margot Tatham (2 épisodes)
- 1971 : Bearcats! (série télévisée) : l'informatrice allemande
- 1971 : Jackanory (série télévisée) : la conteuse (5 épisodes)
- 1965-1972 : Armchair Theatre (série télévisée) : Jane / Tessa Bright (2 épisodes)
- 1973 : Conjugal Rights (mini-série) : Rosamund (3 épisodes)
- 1973 : Centre Play (série télévisée) : Frances
- 1974 : Late Night Drama (série télévisée)
- 1974-1975 : An Unofficial Rose (mini-série) : Ann Peronett (4 épisodes)
- 1975 : Rooms (série télévisée) : Kate
- 1976 : Play from 'A' (série télévisée)
- 1976 : The Cedar Tree (série télévisée) : Rachel Earnshaw (2 épisodes)
- 1977 : Romance (série télévisée) : Joyce
- 1977 : Spectre (téléfilm) : Anitra Cyon
- 1977 : Jubilee (série télévisée) : Claire Lightoller
- 1977 : Cottage to Let (série télévisée) : Sandy Clayman
- 1978 : The Lost Boys (mini-série) : Sylvia Llewelyn Davies (2 épisodes)
- 1980 : Very Like a Whale (téléfilm) : Barbara Mellor
- 1980 : Enemy at the Door (série télévisée) : Hertha Clifford
- 1980 : BBC2 Playhouse (série télévisée) : Lucy Stayman
- 1980 : Shoestring (série télévisée) : Miriam Mitchelson
- 1984 : Champions : Valda Embiricos
- 1981-1984 : Tenko (en) (série télévisée) : Marion Jefferson (30 épisodes)
- 1985 : Tenko Reunion (téléfilm) : Marion Jefferson
- 1987 : The Bretts (série télévisée) : Charlotte Vere
- 1988 : Tumbledown (téléfilm) : Helen Stubbs
- 1988 : Double First (série télévisée) : Mary Webster (7 épisodes)
- 1988 : Christabel (mini-série) : Mrs. Burton (2 épisodes)
- 1989 : Blackeyes (mini-série) : la directrice du casting
- 1991 : Inspector Morse (série télévisée) : Catherine Dawson
- 1992 : Medics (série télévisée) : Emma Edmonds
- 1993 : Poirot (série télévisée) : Lady Astwell
- 1993 : Head Over Heels (série télévisée) : Gracie Ellis (7 épisodes)
- 1994 : Anna Lee (série télévisée) : Eve Lambert
- 1996 : When Saturday Comes : Sarah Muir
- 1996 : Doctor Finlay (série télévisée) : Marjorie Maitland
- 1996 : In Suspicious Circumstances (série télévisée) : Marion Lindo
- 1997 : The Ice House (mini-série) : Molly Phillips (2 épisodes)
- 1997 : The Woman in White (téléfilm) : Mrs. Rideout
- 1998 : The Land Girls : la mère de Philip
- 2000 : Up at the Villa : Beryl Bryson
- 2001 : Midsomer Murders (série télévisée) : Cherrie Balcombe
- 2003 : Holby City (série télévisée) : Sarah Eldritch
- 2002-2003 : The Forsyte Saga (mini-série) : tante Hester (8 épisodes)
- 2003 : The Bill (série télévisée) : Audrey Parsons
- 2005 : Pierrepoint : Violet Van der Elst
- 2005 : Doctors (série télévisée) : Rachel Stenton
- 1999-2006 : Heartbeat (série télévisée) : Grace Burton / Madge Cutler / Celia Gilmour (3 épisodes)
- 1992-2006 : Casualty (série télévisée) : Matty McCloud / Celia / Lydia Caulfield (3 épisodes)
- 2007 : Waking the Dead (série télévisée) : la Mère Supérieure
- 2013 : Lucan (mini-série) : Lady Osborne
- 2015 : Wallander (série télévisée) : Louise von Enke (2 épisodes)